# Plaines-Saint-Lange
Plaines-Saint-Lange é uma comuna francesa na região administrativa de Grande Leste, no departamento de Aube. Estende-se por uma área de 10,73 km². Em 2010 a comuna tinha 266 habitantes (densidade: 24,8 hab./km²).